# 渡辺明志
渡辺 明志（わたなべ めいし、2002年4月26日 - ）は、ジャパンラグビーリーグワンのヤクルトレビンズ戸田に所属する、ラグビーユニオン選手。

## 来歴
2018年、佐賀県立佐賀工業高等学校に入学。新高2の春に全国高等学校選抜ラグビーフットボール大会にプロップで出場。高2・高3の冬には、花園（全国高等学校ラグビーフットボール大会）にも出場した。
2021年、法政大学に進学。2年次では控えで公式戦に出場。3年次からは先発で、大学選手権にも出場した。
2025年4月2日、ジャパンラグビーリーグワンのヤクルトレビンズ戸田に加入したことを発表した。